# Горње Импоље
Горње Импоље је насељено место у општини Севница, Посавска област, Словенија.

## Историја
До територијалне реорганизације у Словенији било су у саставу старе општине Севница.

## Становништво
У попису становништва из 2011. године, Горње Импоље је имало 22 становника.
| Број становника према пописима | Број становника према пописима | Број становника према пописима |
| ------------------------------ | ------------------------------ | ------------------------------ |
| 1991                           | 2002                           | 2011                           |
| 33                             | 25                             | 22                             |